# Smile, Korop
Smile (în ucraineană Сміле) este un sat în comuna Sverdlovka din raionul Korop, regiunea Cernihiv, Ucraina.

## Demografie
Componența lingvistică a localității Smile
     Ucraineană (95,65%)
     Rusă (4,35%)
Conform recensământului din 2001, majoritatea populației localității Smile era vorbitoare de ucraineană (95,65%), existând în minoritate și vorbitori de rusă (4,35%).